# Clan Hatano
Il clan Hatano (波多野氏?, Hatano-shi) fu un clan del Giappone feudale discendente di Fujiwara no Hidesato. Hatano Tsunenori fu il primo a prendere il cognome Hatano. Dopo la guerra Ōnin un ramo del clan, chiamato Higashi-Hatano si insediò a Yagami, nella provincia di Tamba, ed un altro a Higami, chiamato Sagami-Hatano nella provincia di Sagami. Del ramo Sagami-Hatano si hanno poche notizie, viene riportato che durante lo shogunato Kamakura venne spostato nella provincia di Echizen.
Il ramo Higashi-Hatano deteneva un discreto potere durante il periodo Sengoku ma vennero sconfitti da Oda Nobunaga nel 1579/1580.

## Membri importanti del ramo Higashi-Hatano
- Hatano Tanemichi (波多野稙通?; 1496-1545) servitore inizialmente degli Hosokawa. Ricevette il riconoscimento dallo shōgun Ashikaga Yoshitane e successivamente si avvicinò al clan Miyoshi.  Brillante generale, conquistò la provincia di Tamba dal clan Naitō e costruì il castello di Yagami come residenza del clan nel 1508.

- Hatano Harumichi (波多野晴通?; 1521-1565) servitore Hosokawa. Fu attaccato diverse volte dal clan Miyoshi. Fu successivamente sconfitto da Matsunaga Hisahide e perse il castello di Yagami.

- Hatano Munetaka (波多野宗高?; 1509-1573) servitore degli Hatano, era conosciuto come il diavolo di Tamba. Molto vicino a Hideharu, morì combattendo contro il clan Asakura nella provincia di Echizen.

- Hatano Hideharu (波多野秀治?; 1549-1579) figlio maggiore di Harumichi.

- Hatano Hidenao (波多野秀尚?; 1555-1579) figlio di Harumichi. Difese, assieme al fratello Hideharu, i territori del clan contro Akechi Mitsuhide. Fu crocifisso assieme al fratello da Oda Nobunaga. Era conosciuto anche come Hatano Hidehisa.